# Orientierung (Architektur)
In der Architektur versteht man unter Orientierung die Ausrichtung eines Gebäudes oder Baukörpers nach den Himmelsrichtungen und damit vor allem der Sonne, aber auch die Ausrichtung auf dem Grundstück im Verhältnis zur Umgebung.
Den Prozess der Suche nach einer möglichst günstigen Lage des Baukörpers auf dem zur Verfügung stehenden Grundstück nennt man Positionierung.
Zu den genaueren Methoden der Orientierung siehe Orientierung (Geodäsie).

## Orientierung zu Himmelsrichtungen

### Sakrale Motivation
Die Ausrichtung zur Sonne ist bei Kirchengebäuden aus religiösen Gründen wichtig, das Wort Orientierung (zu Oriens, Osten) hängt mit der Ausrichtung von frühchristlichen und mittelalterlichen Kirchen an die östliche Richtung zusammen. Der diesbezügliche Fachbegriff Ostung bedeutet im Kirchenbau die Orientierung nach dem „tatsächlichen“ (oder auch dem bautechnisch günstigsten) Aufgangspunkt der Sonne. Die Richtung des Sonnenaufgangs kann in Mitteleuropa zwischen Sommer- und Wintersonnenwende um mehr als 45° nach beiden Seiten variieren – d. h. von Nordosten im Sommer bis Südosten im Winter (nahe dem 60. Breitengrad sogar um etwa 65°). Vereinzelt wurden Kirchen daher nach dem Festtag des Kirchenpatrons, dem Patrozinium, orientiert.
Der primäre Zweck dieser annähernd ostseitigen Ausrichtung ist, die Altarseite bzw. das Presbyterium – die Seite des Chors – für den Frühgottesdienst in das Morgenlicht zu stellen. Daher ist die Eingangsseite der Kirche ab dem Mittelalter immer die Westfassade (Westwerk). Über dem Portal von Kathedralen gibt es ab der Gotik prächtige Rundfenster, durch welche die Nachmittags- oder Abendsonne fällt.
In der chinesischen Architektur spielt die Himmelsrichtung ebenfalls eine zentrale Rolle: Die Verbotene Stadt in Peking – wie alle Planstädte und insbesondere Kaiserstädte seit Xi’an der Zeitenwende – hat einen annähernd schachbrettartigen Grundriss, der exakt an der Nord-Süd-Achse als Ebenbild der kosmischen Ordnung ausgerichtet ist. Dasselbe gilt für Begräbnisstätten, die der Feng-Shui-Regel des „ein Berg im Norden im Rücken, Wasser im Süden“ folgen müssen.

### Kalendarische Aspekte
Im Sakralbau wurden allgemein die Anlagen und Bauwerke oft nach den Himmelsrichtungen orientiert, bei einigen prähistorischen Anlagen nimmt man heute an, dass es sich um Messinstrumente der Himmelsbeobachtung und astronomischen Kalendergrundlagen handelt:

Im Hügelgrab von Newgrange in Irland ist der Eingang nach Osten orientiert. An etwa 13 Tagen dringt um die Wintersonnenwende bei Sonnenaufgang ein Lichtstrahl für ca. 15 min in die Grabkammer.

Solche Lichteffekte finden sich weltweit, von den Bauwerken Ägyptens und Mesopotamiens, über Indien bis hin zu den vorkolumbischen Hochkulturen Amerikas, sodass Zufall unwahrscheinlich erscheint.
Tatsächlich dürften alle sakralen Orientierungen auch Aspekte der Zeitrechnung umfassen (vgl. Maria Lichtmeß, 2. Februar).

### Profanbauten
Bei profanen Bauwerken wählt man die Orientierung in Hinblick darauf, eine optimale Belichtung des Gebäudes zu gewährleisten. Die Ausrichtung nach Süden ist für die Architektur des nördlicheren Mitteleuropa typisch, und an alten Bauernhöfen bis heute abzulesen. In heißeren Gegenden orientiert sich das Gebäude meist in die schattigere Nordseite, doch ist hier weniger eine genaue Himmelsrichtung von Bedeutung als der Bezug zur Umgebung und zur Straße. In gebirgigen Regionen mit winterlicher Abschattung orientiert sich das Gebäude nach der für den Standort besten Richtung und kann dann auf Südsüdost oder Südwest statt ortsüblichen Süden weisen. Auf alpinen, sonnigen Talschultern wird neben dem Wohngebäude oft auch der Heuschober danach orientiert; je nach Wetterbedingungen kann aber die vorherrschenden Windrichtung wichtiger sein.
Die genaue Orientierung nach Himmelsrichtungen spielt heute vor allem bei der Solararchitektur und beim Niedrigenergiehaus eine große Rolle, um solare Wärmegewinne zu optimieren.

## Orientierung zur Umgebung
Bei der Orientierung von Gebäuden spielt auch die Umgebung eine wichtige Rolle. Bei einer spektakulären Aussicht wird man das Gebäude dorthin orientieren und öffnen. Besteht dagegen bei einem Haus die Gefahr des Einblicks durch Nachbarn, wird man es möglichst so ausrichten, dass die Privatsphäre gewahrt bleibt. Für den wünschenswerten Schutz vor Bahn- oder Straßenlärm gilt analoges.

## Ausrichtung der Räume
Vielfach werden auch die Räume in ihrer Funktionalität bevorzugt zu bestimmten Himmelsrichtungen ausgerichtet. Hier einige Beispiele:
- Schlafzimmer nach Osten – Sonnenlicht am Morgen
- Esszimmer und Wohnzimmer nach Westen – abends lange Sonne
- Künstler-Ateliers nach Norden – blendfreies indirektes Nordlicht
- Klassenzimmer nach Südosten – ausreichende Belichtung während der Unterrichtszeiten am Morgen.